# Teenage Fanclub
Teenage Fanclub é uma banda de rock britânica formada em 1989 na cidade de Glasgow, na Escócia. A banda foi considerada por Kurt Cobain como "A Melhor Banda do Mundo".

## Discografia

### Álbuns de estúdio
- 1990: A Catholic Education
- 1991: The King
- 1991: Bandwagonesque
- 1993: Thirteen
- 1995: Grand Prix
- 1997: Songs from Northern Britain
- 2000: Howdy!
- 2002: Words of Wisdom and Hope, (Teenage Fanclub & Jad Fair, (Domino, 2002)
- 2005: Man-Made
- 2010: Shadows
- 2016: Here
- 2021: Endless Arcade

### Compilações
- 1995: Deep Fried Fan Club
- 2003: Four Thousand Seven Hundred And Sixty-Six Seconds: A Shortcut To Teenage Fanclub

### EPs
- 1992: What You Do to Me
- 1995: Have Lost It

### Singles
- 1990: "Everything Flows"
- 1990: "Everybody's Fool"
- 1990: "The Ballad of John & Yoko"
- 1990: "God Knows It's True"
- 1991: "Star Sign"
- 1991: "The Concept"
- 1991: "The Peel Sessions"
- 1992: "Free Again" / "Bad Seeds"
- 1993: "Radio"
- 1993: "Norman 3"
- 1994: "Hang On"
- 1994: "Fallin'"
- 1995: "Mellow Doubt"
- 1995: "Sparky's Dream"
- 1995: "Neil Jung"
- 1997: "Ain't That Enough"
- 1997: "I Don't Want Control of You"
- 1997: "Start Again"
- 1998: "Long Shot"
- 2000: "I Need Direction"
- 2001: "Dumb Dumb Dumb"
- 2002: "Near to You"
- 2002: "Did I Say"
- 2004: "Association"
- 2005: "Fallen Leaves"
- 2005: "It's All In My Mind"
- 2010: "Baby Lee"
- 2016: "I'm In Love"
- 2019: "Everything Is Falling Apart"
- 2020: "Home"